# Grande Prêmio do Reino Unido de 2017 (MotoGP)
O Grande Prêmio da MotoGP do Reino Unido de 2017 ocorreu em 27 de agosto.

## Resultados

### Classificação MotoGP
| Pos | Piloto           | Equipe                      | Moto   | Tempo     | Pontos |
| --- | ---------------- | --------------------------- | ------ | --------- | ------ |
| 1   | Andrea Dovizioso | Ducati Team                 | Ducati | 40'45.496 | 25     |
| 2   | Maverick Viñales | Movistar Yamaha MotoGP      | Yamaha | +0.114    | 20     |
| 3   | Valentino Rossi  | Movistar Yamaha MotoGP      | Yamaha | +0.749    | 16     |
| 4   | Cal Crutchlow    | LCR Honda                   | Honda  | +1.679    | 13     |
| 5   | Jorge Lorenzo    | Ducati Team                 | Ducati | +3.508    | 11     |
| 6   | Johann Zarco     | Monster Yamaha Tech 3       | Yamaha | +7.001    | 10     |
| 7   | Dani Pedrosa     | Repsol Honda Team           | Honda  | +10.944   | 9      |
| 8   | Scott Redding    | OCTO Pramac Racing          | Ducati | +13.627   | 8      |
| 9   | Alex Rins        | Team SUZUKI ECSTAR          | Suzuki | +15.661   | 7      |
| 10  | Alvaro Bautista  | Pull&Bear Aspar Team        | Ducati | +25.279   | 6      |
| 11  | Pol Espargaro    | Red Bull KTM Factory Racing | KTM    | +30.336   | 5      |
| 12  | Tito Rabat       | EG 0,0 Marc VDS             | Honda  | +31.609   | 4      |
| 13  | Karel Abraham    | Pull&Bear Aspar Team        | Ducati | +31.945   | 3      |
| 14  | Hector Barbera   | Reale Avintia Racing        | Ducati | +33.567   | 2      |
| 15  | Loris Baz        | Reale Avintia Racing        | Ducati | +33.901   | 1      |
| 16  | Jack Miller      | EG 0,0 Marc VDS             | Honda  | +43.012   | 0      |
| 17  | Bradley Smith    | Red Bull KTM Factory Racing | KTM    | +48.683   | 0      |

### Classificação Moto2
| Pos | Piloto              | Equipe                      | Moto     | Tempo     | Pontos |
| --- | ------------------- | --------------------------- | -------- | --------- | ------ |
| 1   | Takaaki Nakagami    | IDEMITSU Honda Team Asia    | Kalex    | 38'20.883 | 25     |
| 2   | Mattia Pasini       | Italtrans Racing Team       | Kalex    | +0.724    | 20     |
| 3   | Franco Morbidelli   | EG 0,0 Marc VDS             | Kalex    | +2.678    | 16     |
| 4   | Thomas Luthi        | CarXpert Interwetten        | Kalex    | +4.645    | 13     |
| 5   | Francesco Bagnaia   | SKY Racing Team VR46        | Kalex    | +9.515    | 11     |
| 6   | Simone Corsi        | Speed Up Racing             | Speed Up | +9.955    | 10     |
| 7   | Stefano Manzi       | SKY Racing Team VR46        | Kalex    | +10.402   | 9      |
| 8   | Miguel Oliveira     | Red Bull KTM Ajo            | KTM      | +10.463   | 8      |
| 9   | Brad Binder         | Red Bull KTM Ajo            | KTM      | +10.762   | 7      |
| 10  | Dominique Aegerter  | Kiefer Racing               | Suter    | +11.454   | 6      |
| 11  | Luca Marini         | Forward Racing Team         | Kalex    | +12.787   | 5      |
| 12  | Xavi Vierge         | Tech 3 Racing               | Tech 3   | +13.022   | 4      |
| 13  | Jorge Navarro       | Federal Oil Gresini Moto2   | Kalex    | +19.990   | 3      |
| 14  | Alex Marquez        | EG 0,0 Marc VDS             | Kalex    | +21.751   | 2      |
| 15  | Axel Pons           | RW Racing GP                | Kalex    | +22.174   | 1      |
| 16  | Fabio Quartararo    | Pons HP40                   | Kalex    | +24.145   | 0      |
| 17  | Hafizh Syahrin      | Petronas Raceline Malaysia  | Kalex    | +25.010   | 0      |
| 18  | Isaac Viñales       | BE-A-VIP SAG Team           | Kalex    | +26.711   | 0      |
| 19  | Tetsuta Nagashima   | Teluru SAG Team             | Kalex    | +30.680   | 0      |
| 20  | Remy Gardner        | Tech 3 Racing               | Tech 3   | +30.825   | 0      |
| 21  | Joe Roberts         | AGR Team                    | Kalex    | +34.698   | 0      |
| 22  | Edgar Pons          | Pons HP40                   | Kalex    | +35.502   | 0      |
| 23  | Andrea Locatelli    | Italtrans Racing Team       | Kalex    | +35.988   | 0      |
| 24  | Alex De Angelis     | Tasca Racing Scuderia Moto2 | Kalex    | +38.943   | 0      |
| 25  | Jake Dixon          | Dynavolt Intact GP          | Suter    | +44.079   | 0      |
| 26  | Augusto Fernandez   | Speed Up Racing             | Speed Up | +44.197   | 0      |
| 27  | Jesko Raffin        | Garage Plus Interwetten     | Kalex    | +46.849   | 0      |
| 28  | Khairul Idham Pawi  | IDEMITSU Honda Team Asia    | Kalex    | +47.110   | 0      |
| 29  | Lorenzo Baldassarri | Forward Racing Team         | Kalex    | +1'04.182 | 0      |
| 30  | Tarran Mackenzie    | Kiefer Racing               | Suter    | +1'32.304 | 0      |

### Classificação Moto3
| Pos | Piloto                 | Equipe                     | Moto     | Tempo     | Pontos |
| --- | ---------------------- | -------------------------- | -------- | --------- | ------ |
| 1   | Aron Canet             | Estrella Galicia 0,0       | Honda    | 35'53.028 | 25     |
| 2   | Enea Bastianini        | Estrella Galicia 0,0       | Honda    | +0.063    | 20     |
| 3   | Jorge Martin           | Del Conca Gresini Moto3    | Honda    | +0.111    | 16     |
| 4   | Gabriel Rodrigo        | RBA BOE Racing Team        | KTM      | +0.232    | 13     |
| 5   | Joan Mir               | Leopard Racing             | Honda    | +0.455    | 11     |
| 6   | Livio Loi              | Leopard Racing             | Honda    | +0.520    | 10     |
| 7   | Romano Fenati          | Marinelli Rivacold Snipers | Honda    | +0.678    | 9      |
| 8   | Andrea Migno           | SKY Racing Team VR46       | KTM      | +0.702    | 8      |
| 9   | Philipp Oettl          | Südmetall Schedl GP Racing | KTM      | +1.200    | 7      |
| 10  | Fabio Di Giannantonio  | Del Conca Gresini Moto3    | Honda    | +1.461    | 6      |
| 11  | Tatsuki Suzuki         | SIC58 Squadra Corse        | Honda    | +1.755    | 5      |
| 12  | Adam Norrodin          | SIC Racing Team            | Honda    | +2.055    | 4      |
| 13  | John Mcphee            | British Talent Team        | Honda    | +2.196    | 3      |
| 14  | Nakarin Atiratphuvapat | Honda Team Asia            | Honda    | +3.812    | 2      |
| 15  | Manuel Pagliani        | CIP                        | Mahindra | +3.860    | 1      |
| 16  | Niccolò Antonelli      | Red Bull KTM Ajo           | KTM      | +4.292    | 0      |
| 17  | Lorenzo Dalla Porta    | Aspar Mahindra Moto3       | Mahindra | +4.560    | 0      |
| 18  | Ayumu Sasaki           | SIC Racing Team            | Honda    | +4.582    | 0      |
| 19  | Marco Bezzecchi        | CIP                        | Mahindra | +4.678    | 0      |
| 20  | Nicolo Bulega          | SKY Racing Team VR46       | KTM      | +4.597    | 0      |
| 21  | Tom Booth-amos         | City Lifting/RS Racing     | KTM      | +15.242   | 0      |
| 22  | Jules Danilo           | Marinelli Rivacold Snipers | Honda    | +15.552   | 0      |
| 23  | Jakub Kornfeil         | Peugeot MC Saxoprint       | Peugeot  | +17.687   | 0      |
| 24  | Patrik Pulkkinen       | Peugeot MC Saxoprint       | Peugeot  | +18.671   | 0      |
| 25  | Tony Arbolino          | SIC58 Squadra Corse        | Honda    | +19.339   | 0      |
| 26  | Maria Herrera          | AGR Team                   | KTM      | +21.434   | 0      |
| 27  | Albert Arenas          | Aspar Mahindra Moto3       | Mahindra | +22.584   | 0      |